# Chýně
Chýně település Csehországban, Nyugat-prágai járásban. Chýně Chrášťany, Rudná, Úhonice, Hostivice és Červený Újezd településekkel határos. Lakosainak száma 4817 fő (2024. január 1.).

## Népesség
A település lakosságának változását az alábbi diagram mutatja:
| Lakosok száma | 367  | 453  | 567  | 624  | 600  | 637  | 2648 | 3390 | 4309 | 4817 |
|               | 1869 | 1890 | 1921 | 1950 | 1980 | 2001 | 2017 | 2019 | 2022 | 2024 |